# خاستگاه اجتماعی دیکتاتوری و دموکراسی: ارباب و دهقان در ساخت دنیای مدرن
خاستگاه اجتماعی دیکتاتوری و دموکراسی: ارباب و دهقان در ساخت دنیای مدرن (انگلیسی: Social Origins of Dictatorship and Democracy) کتابی است از بارینگتون مور جونیور که در سال ۱۹۶۶ انتشار یافته‌است. این کار ریشه‌های رژیم‌های دموکراسی، فاشیسم و کمونیسم را در جوامع مختلف مورد مطالعه قرار داد، به ویژه به روش‌های تعامل صنعتی شدن و رژیم‌های ارضی از قبل موجود برای ایجاد آن نتایج سیاسی متفاوت توجه کرد. مور در ابتدا به مطالعه تعداد زیادی از کشورها پرداخت، اما تعداد موارد خود را به هشت کاهش داد. نگارش این کتاب بیش از ده سال طول کشید.